# Гринвуд, Норман Нил
Но́рман Нил Гри́нвуд (англ. Norman Neill Greenwood; 19 января 1925, Мельбурн, Австралия — 14 ноября 2012, Лидс, Великобритания) — австралийско-британский химик-неорганик. Внёс вклад в исследование химии соединений бора, в частности, гидридов бора, а также других элементов главной подгруппы. Совместно с Аланом Эрншо является автором популярного учебника по общей и неорганической химии «Химия элементов», впервые опубликованного в 1984 году.
Член Королевского химического общества (1960), Член Лондонского королевского общества (1987), иностранный член Французской академии наук (1992).

## Ранние годы и образование
Норман Гринвуд родился в пригороде Сент-Килда рядом с Мельбурном. В семье были ещё старшая сестра и младший брат Эрик. Когда Норману было около двух лет, его родители развелись, и он воспитывался матерью и тётей, которая приехала на выручку из Англии.
Начальное образование получил в образовательных учреждениях пригородов Мельбурна — школах Мон-Альбер и Обёрн. Позже учился в старшей школе при университете Мельбурна с 1939 по 1942 год.
Получил высшее образование в университете Мельбурна (1942—1945). Обучение приходилось на военное время, и Гринвуд в рамках военной программы университета занимался исследованием свойств нитроглицерина.
По окончании университета Гринвуд получил стипендию от Королевской комиссии по выставке 1851 года и переехал в Кембридж, в Англию. Там в 1951 году по результатам своих исследований по галогенидам бора и хлоридам иода он защитил диссертацию на степень доктора философии, или PhD.

## Дальнейшая карьера
С 1951 по 1953 год Гринвуд работал старшим исследователем в Научно-исследовательском центре по атомной энергии под руководством Джона Кокрофта.
В 1953 году занимал должность ректора в Ноттингемском университете и преподавал там вплоть до 1961 года. Здесь Гринвуд продолжил изучение химии элементов группы бора; некоторые из исследований выполнял со своим первым пост-доком Кеннетом Уэйдом, который позже внесёт значимый вклад в развитие химии бороводородов.
В 1961 году Гринвуд был приглашен в университет Ньюкасла на позицию профессора неорганической химии, которой раннее в Англии не существовало: неорганическая химия занимала второстепенное место по сравнению с органической или физической химией.
В этот период Гринвуд обращал особое внимание на бурное развитие инструментария для методов анализа неорганических соединений — ИК-, ЯМР- и мёссбауэровской спектроскопий. Также именно здесь, в университете Ньюкасла, Гринвуд начинает работать с гидридами бора, работа с которыми продолжилась позже в университете Лидса и привела Гринвуда к известности в области исследования бороводородов.
В 1971 году Гринвуд получает приглашение в Лидский университет в качестве профессора и заведующего кафедрой неорганической и структурной химии. Вместе с Гринвудом переезжает и бо́льшая часть его исследовательской группы. Деятельность группы была разделена на три темы исследований: бораны, мёссбауэровская спектроскопия и химия твёрдого тела. Должность заведующего кафедрой Гринвуд занимает до выхода на пенсию в 1990 году.

## Научные исследования

### Бороводороды
С самых первых пор после окончания университета научная деятельность Гринвуда была тесно связана с химией бора. Будучи аспирантом, он работал со своим научным руководителем над аддуктами BF3; позже, после получения степени доктора философии, исследовал химию BCl3 и BBr3.
Его наиболее значимые работы были сделаны в области бороводородов в периоды преподавания и исследований в университетах Ньюкасла и Лидса. Именно благодаря Гринвуду университет Лидса стал в свое время крупным международным центром химии боранов. Основными предметами изучения в этой области были реакции газофазного термолиза, бораны в качестве лигандов для переходных металлов, а также conjuncto-боранов и их производных.
До исследований Гринвудом реакций газофазного термолиза бороводородов отсутствовало представление о механизмах и скорости реакций разложения этих соединений, а также о причинах образования тех или иных продуктов. В тот момент уже в университете Лидса, в 1970-х годах, он, вместе с Гиббом и Гретрексом, соорудил термостатированную реакционную емкость, соединенную с масс-спектрометром высокого разрешения, и принялся анализировать продукты разложения бороводородов. С 1979 по 2000 год была проделана плодотворная работа и опубликовано большое количество статей по анализу реакций газофазного термолиза, в том числе газофазных реакций смесей боранов и смесей боранов с алкенами/алкинами: последние реакции приводили к получению удивительных соединений, представляющих собой бороводороды, в структуре которых один или несколько членов {BH} замещен на {CH} — карборанов.
Другой областью изучения было применение бороводородов в качестве лигандов, или электронных доноров, для переходных металлов. В 1974 году Гринвуд, Граймс и Дэвисон независимо синтезировали новое соединение — металлоборан [(CO)3FeB4H8], аналог широко известного металлоорганического [Fe(CO)3(η-C4H4)]. Также это соединение можно представить как производное пентаборана B5H9, в котором апикальный {BH} фрагмент замещён на изолобальный фрагмент {Fe(CO)3}. Принцип изолобальной аналогии был развит двумя годами позже Роалдом Хоффманном, за что он был награждён Нобелевской премией по химии в 1981 году.
При сотрудничестве с научным сотрудником Дж. Д. Кеннеди, экспертом в области синтеза бороводородов и ЯМР-спектроскопии, Гринвуд описал множество новых металлоборанов, conjuncto-боранов и других производных бороводородов: список публикаций на эту тему в период с 1978 по 2005 год превышал сотню.
Исследование Гринвудом бороводородов и открытие новых производных этих соединений позволяло теоретикам в этой области модифицировать существующие теории. Полученные знания распространялись не только на химию боранов и их производных, но и на тесно связанную металлоорганическую химии и, далее, химию кластеров металлов.

### Мёссбауэровская спектроскопия
Другим ключевым направлением научной деятельности Гринвуда была Мёссбауэровская спектроскопия, интерес к которой он обнаружил после прослушивания лекции на Гордоновской конференции в конце 1960-х годов. Гринвуд сразу оценил возможности метода в анализе неорганических соединений и изотопов. Он был одним из участников группы учёных, которым были предоставлены данные мёссбауэровской спектроскопии, полученные в миссиях Аполлон-11 (1969), Аполлон-14 (1971), Аполлон-15 (1971). Также Гринвуду были предоставлены для анализа образцы лунного грунта с советских автоматических станций Луна-19 (1970) и Луна-20 (1972). Изучение лунного грунта является важной задачей, составляющей одну из многих в изучении космоса, не только с точки зрения научного интереса. Знание элементного и фазового состава лунного грунта позволило подтвердить предположения об условиях его образования под действием градиента температур, высокого вакуума и солнечного ветра в отсутствие значительного магнитного поля. Например, позже в 2008 году на 212-м ежегодном собрании Американского астрономического общества было предложено использование лунного грунта, представляющего собой смесь минералов, стекла, изверженных горных пород, сцементированых стеклом, в качестве компонента для производства зеркал для телескопа.
Совместно с Т. С. Гиббом в 1971 году Гринвуд написал книгу «Мёссбауэровская спектроскопия» с кратким введением в природу метода, подробным изложением его применения и достижений последнего десятилетия.

### Учебник «Химия элементов»
Существенным вкладом в развитие неорганической химии было создание Гринвудом учебника «Химия элементов» совместно с Аланом Эрншо в 1984 году. Основным отличием книги от обычных учебников по неорганической химии являлось подробное описание промышленных химических процессов и коммерческих применений неорганических соединений. Особенно детально в разделе химии бора описываются бороводороды, что неудивительно: Гринвуд изучал эти соединения на протяжении почти всей своей научной деятельности.
Данная книга до сих пор актуальна для начального изучения неорганической химии. В России с 2008 по 2021 год было выпущено пять изданий двухтомника «Химии элементов» издательством «БИНОМ.Лаборатория знаний», последнее из которых было выпущено в 2020—2021 году.

### ИЮПАК
В 1960-е годы Норман Гринвуд был приглашен в ИЮПАК; там он вошел в Комитет по определению атомных весов элементов, позже получивший название Комиссии по изотопному содержанию и атомному весу (англ. CIAAW). С 1970 по 1975 год являлся председателем данной комиссии, а также президентом вышестоящего Отдела неорганической химии, также известного как Отдел II.

## Семья и увлечения
В 1951 году Норман Гринвуд женился на норвежке Кирстен Райдланд. У них родились три дочери: Карен, Анна и Линда. Вместе с семьёй он в свободное от научной и преподавательской деятельности много путешествовал и, в конце концов, осуществил свою детскую мечту побывать на всех континентах мира, даже в Антарктиде.
В молодости Гринвуд уделял время и спорту — занимался теннисом, катался на горных лыжах в Австралийских Альпах, ездил на велосипеде. В то же время поучаствовал в странствующем шоу менестрелей в качестве флейтиста, путешествуя по сельским местностям Австралии.

## Публикации
Гринвуд является автором или соавтором 490 работ, в число которых, помимо статей, входят тексты лекций (всего 13). Он автор автобиографической книги «Воспоминания учёного», а также нескольких научных монографий (некоторые до сих пор сохраняют актуальность):
- Greenwood N.N. Principles of Atomic Orbitals – Monograph for Teachers (англ.). — Royal Society of Chemistry, 1968. — 48 p. — ISBN 978-0-85404-028-5.
- Greenwood N.N. Ionic crystals, lattice defects and nonstoichiometry (англ.). — London: Butterworths, 1968. — 194 p.
- Greenwood N.N., Gibb T.C. Mössbauer Spectroscopy (англ.). — Chapman&Hall, 1971. — 659 p. — ISBN 978-94-009-5697-1.
- Greenwood N.N., Earnshaw A. Chemistry of the Elements (англ.). — 2nd edition. — Butterworth-Heinemann, 1997. — 1340 p. — ISBN 978-0-08-037941-8. — doi:10.1016/C2009-0-30414-6.
- Гринвуд Н.Н., Эрншо А. Химия элементов / пер с англ. В. А. Михайлова [и др.]. — М.: БИНОМ.Лаборатория знаний, 2008. — Т. 1. — 607 с. — ISBN 978-5-94774-373-9.
- Гринвуд Н.Н., Эрншо А. Химия элементов / пер с англ. В. А. Михайлова [и др.]. — М.: БИНОМ.Лаборатория знаний, 2008. — Т. 2. — 670 с. — ISBN 978-5-94774-374-6.
- Гринвуд Н.Н., Эрншо А. Химия элементов / пер с англ. В. А. Михайлова [и др.]. — 5-е изд.. — М.: БИНОМ.Лаборатория знаний, 2020—2021. — Т. 1. — 607 с. — ISBN 978-5-00101-305-1.
- Гринвуд Н.Н., Эрншо А. Химия элементов / пер с англ. В. А. Михайлова [и др.]. — 5-е изд.. — М.: БИНОМ.Лаборатория знаний, 2020—2021. — Т. 2. — 670 с. — ISBN 978-5-00101-306-8.

## Награды и звания
1960 — Член Королевского химического общества
1961 — Почетная степень доктора наук ScD, Сидни-Сассекс-колледж (Кембридж), Кембриджский университет.
1966 — Чтение Тильденской лекции и премия Тильдена, Химическое общество, Лондон
1967 — Приглашенный профессор, Университет штата Мичиган, США
1973 — Приглашённый профессор, Университет Западного Онтарио, Канада
1974 — Медаль Королевского химического общества по химии элементов главной подгруппы
1977 — Почётный доктор наук, Университет Нанси, Франция
1979 — Приглашённый профессор, Копенгагенский университет, Дания
1985 — Приглашённый профессор, Уханьский университет, Китай
1985 — Приглашённый профессор, Университет Ла Троба, Австралия
1987 — Член Лондонского королевского общества
1990 — почетный профессор университета Лидса
1991 — Чтение лекции Людвига Монда и медаль Людвига Монда, Королевское химическое общество
1991-1993 — Приглашённый профессор, Университет Тохо, Токио, Япония
1992 — Иностранный член Французской академии наук
1993 — Премия за высшее образование Королевского химического общества
2000 — Почётный доктор наук, Университет Тохо, Токио, Япония